# Айтмухаметов, Нариман Зайнуллович
Нариман Зайнуллович Айтмухаме́тов (р. 20 октября 1951, п. Речапово, Тарский район, Омская область) — советский легкоатлет. Мастер спорта СССР (1978), судья республиканской категории (1987) по лёгкой атлетике.

## Биография
В 1989 году окончил БГПИ. Воспитанник ДСО «Динамо» (тренер М. Ф. Сайфутдинов).
В настоящее время[какое?] работает преподавателем Башкирского государственного медицинского университета.

## Спортивные достижения
- Обладатель Кубка СССР по спортивной ходьбе (1981);
- Чемпион РСФСР (1980—1982);
- Победитель летней Спартакиады народов РСФСР (1979)[1];
- Бронзовый призёр чемпионата и Кубка СССР (1980) по спортивной ходьбе;
- Чемпион мира среди ветеранов (1991[2]—1994[3])[4];
- Чемпион Европы среди ветеранов (1992, 1994 — в категории M40 на дистанции 5 км[5], 1995);
- Неоднократный победитель Всемирных игр среди ветеранов (1994, 2011[6]).